# Муха (фільм, 2012)
«Муха» (тел. ఈగ, Eega; там. நான் ஈ, Naan Ee) — індійський фентезійний фільм режисера Раджамаули, знятий одночасно у двох версіях — на телугу і тамільською мовою, що вийшов у прокат 6 липня 2012 року. Головні ролі виконали Нані, Саманта Аккінені та Судіп. Сюжет розповідає про молоду людину, який відродився у вигляді мухи, щоб захистити свою кохану і помститися за свою смерть.
Фільм зібрав у прокаті більше 1 мільярда рупій, що майже вп'ятеро більше витрат на виробництво. він був удостоєний низки національних кінематографічних нагород, в тому числі Національної кінопремії Індії і Filmfare Awards South. Увійшов до програми декількох кінофестивалів, включаючи Каннський і Шанхайський.

## Сюжет
Судіп — багатий бізнесмен і бабій, жодна жінка ще не змогла встояти перед ним. Бінду — проста індійська дівчина, яка працює в неурядовій організації, а у вільний час створює мікромініатюри. Нані — сусід Бінду, закоханий в неї протягом останніх двох років. Він всіляко робить їй знаки уваги і допомагає чим може, але вона поки що ніяк не відповідає на його почуття.
Щоб добути грошей на оснащення шкіл у бідних районах, Бінду звертається до компанії Судіпа. Той, вражений її красою, вирішує заманити дівчину до своїх тенет. Однак на спільній вечері, вся її увага зосереджується на Нані, що працює неподалік, що викликає ревнощі у Судіпа.
Одного разу, затримавшись на роботі допізна, Бінду просить Нані проводити її. На ґанку будинку їй приходить ідея нового мікро-арту, і вона просить Нані почекати її біля дверей, поки вона втілить її в життя. Але хлопця викрадають і б'ють люди Судіпа. Той пояснює Нані, що через нього він не може добитися уваги Бінду, на що герой відповідає, що вб'є його, якщо він посміє наблизитися до дівчини. В цей час Нані приходить смс від Бінду з признаннями в коханні. Прочитавши його вголос, розлючений Судіп убиває хлопця.
Однак незабаром герой відроджується в тілі мухи недалеко від місця своєї смерті. Попри те, що тепер він — дрібна комаха, він вирішує помститися своєму вбивці. Спочатку він хоче розповісти про себе Бінду, але почувши про те, що вона намагається не згадувати про нього, щоб не відчувати біль, полишає цю ідею.
Між тим, Судіп запрошує Бінду поїхати з ним до Делі, щоб зустрітися з міністром освіти. Аби перешкодити його планам, герой всю ніч не дає йому спати, і в результаті він не зміг встати вчасно. Коли Судіп поспішає дістатися до аеропорту, муха змушує регулювальника руху викликати затор, а коли він вибирається з нього — змушує його потрапити в аварію. Через це поїздка відміняється.
Але і сам герой ледве не гине, коли Бінду, що прийшла провідати Судіпа, бризкає на нього репелентом. Після цього він вирішує їй відкритися і розповідає про те, хто винен у його смерті. Бінду, з допомогою своєї майстерності у створенні мікроскопічних об'єктів, починає надавати йому всіляку допомогу. Дослідивши будинок свого ворога, герой вирішує використовувати проти нього макет гармати, наповнивши його справжнім порохом.
Тим часом, Судіп, доведений до безумства, підступами з боку набридливої мухи, встановлює в будинку досконалий захист. Аби зробити в ньому пролом, Бінду вирушає до нього в гості і викручує болт з віконної рами. Надалі втручання мухи призводить до того, що Судіп свариться зі своїми головними партнерами по бізнесу і спалює чорний нал, що зберігався в його офісі. Украй зневірившись після цього він вирішується звернутися до чорної магії. Чаклун наводить його на місце смерті Нані і каже, що всі його біди почалися в цьому місці. Зрозумівши, що комахою рухає жадає помсти душа, вони влаштовують ритуал, на якому насилають на муху двох птахів. Але героєві вдається позбутися своїх переслідувачів, попутно викликавши в будинку пожежу, у якій гине чаклун і мало не позбавляється життя Судіп.
Зрозумівши, що муха не могла потрапити в будинок без сторонньої допомоги, Судіп переглядає записи з камер відеоспостереження і бачить Бінду. Привізши її до себе додому, він вимагає у мухи здатися, інакше він уб'є дівчину. Але коли, Судіп намагається розчавити комаху ногою, то ранить ногу об цвях. Це приводить його в лють, і він починає полювання на муху, використовуючи всю доступну вогнепальну зброю, зруйнувавши при цьому майже все у своєму будинку. Втім, зловити комаху йому вдається тільки завдяки щасливій випадковості. І коли кривдник, нарешті, виявляється в його руках, Судіп вирішує відігратися за всі попередні муки. Спочатку він відриває мусі одне крило. Герой уже не може літати, але йому на очі попадається заздалегідь заготовлена пастка з порохом. Передавши послання через Бінду, він провокує свого ворога, після чого той підпалює комаху. Жертвуючи своїм життям, муха змушує вистрілити макет гармати. Куля пробиває груди Судіпа і потрапляє у балон із газом. Під час вибуху лиходій гине, а Бінду встигає сховатися. Після цього вона знаходить на руїнах будинку тільки одне крило свого коханого.

## В ролях
- Нані -  Нані
- Саманта -  Бінду
- Судіп -  Судіп
- Девадаршіні -  невістка Бінду
- Адітья Менон [en] -  один Судіпа
- Шрініваса Редді [en] -  особистий асистент Судіпа
- Хамса Нандіні -  Шашікала, дружина бізнес-партнера Судіпа
- Шіваннараяна Наріпедді [en] -  священик в індуїстському храмі
- Тагуботу Рамеш [en] -  Потту Говіндан, злодюжка  (у версії на телугу)
- Сантанам[en] -  Потту Говіндан, злодюжка  (у версії тамільською)
- Дханрадж [en] -  один Говіндана  (у версії тамільською)
- Крейзі Мохан -  ветеринар  (у версії тамільською)
- Санджай Раячура -  бізнес-партнер Судіпа
- Ноель Шон -  один Нані[6]

## Виробництво
|                                                                       |
|                                                                       |
| Саманта (верх), Судіп і Нані (низ) на зніманні з режисером Раджамаулі |

За словами С. С. Раджамаули, ідея історії про муху, яка мстить людині, вперше знайшла форму в його голові близько 15 років тому, коли його батько згадав про це в жарті.
Батько також дав йому ідею використовувати в якості героя «слабку істоту», доведену гнівом і помстою. Але режисер не був зацікавлений у створенні такого фільму в той час, адже знав, що комп'ютерна графіка була недостатньо розвинена, і фільм не будуть сприймати всерйоз.
Спочатку «Муха» планувалася як невеликий експериментальний фільм, до якого Раджамоли хотів приступити відразу після знімання «Великого воїна».
Але фільм відклали, і режисер почав працювати над ним тільки після завершення «Гостеприимства» (2010). На посаду оператора запросили Джеймса Флойда, проте потім його замінив Сентіл Кумар, разом з яким Раджамаули до цього співпрацював у чотирьох фільмах.
Фільм було вирішено знімати одночасно в двох версіях: на телугу і тамільською мовою.
На головні ролі були запрошені Судіп, Саманта і Нані.
Для знімання використовувалися камери Arri, Canon EOS 5D і GoPro. Для макрозйомки використовували спеціальні лінзи під назвою Probe, здатні знімати екстремально великим планом. Під час роботи над кульмінацією була задіяна камера швидкісної знімання Phantom (яка знімає зі швидкістю 2000 кадрів в секунду).
Всі сцени знімалися спочатку на телугу, а потім перезнімалися тамільською мовою. Оператору і виконавцю негативної ролі Судіпу часто доводилося працювати з порожнім простором, куди пізніше з допомогою комп'ютерної графіки було вставлене зображення мухи, але в деяких сценах використовувалися макети.
Для створення віртуального образу комахи була зроблена серія макро-фотографій заморожених мух.
Основна робота над цифровою копією фільму по додаванню комп'ютерної графіки була проведена на Annapurna Studios художником-колористом Шивою.
Знімання фільму обійшлися в 260 мільйонів рупій, з яких 70 млн пішло тільки на спецефекти.

## Саундтрек
Саундтрек до версії фільму на телугу вийшов 30 березня 2012 року під банером Vel Records, що належить автору музики М. М. Кіравані.
Саундтрек до версії фільму тамільською мовою представили публіці наступного дня. Музика для саундтреку була написана М. М. Кіравані. Тексти для альбому тамільською мовою — Мадхавом Карки.
| Версія на телугу (Eega) | Версія на телугу (Eega)  | Версія на телугу (Eega) | Версія на телугу (Eega)                          | Версія на телугу (Eega) |
| #                       | Назва                    | Автор слів              | Виконавці                                        | Тривалість              |
| ----------------------- | ------------------------ | ----------------------- | ------------------------------------------------ | ----------------------- |
| 1.                      | «Sound of Vel»           |                         | без вокала                                       | 0:29                    |
| 2.                      | «Nene Nani Ne»           | М. М. Кіраваіи          | Дипу, Сахіті                                     | 4:13                    |
| 3.                      | «Eega Eega Eega»         | Рамаджогайя Шастри      | Діпу, Рахул Сіплігундж, Сравана Бхаргаві, Чаїтра | 4:47                    |
| 4.                      | «Konchem Konchem»        | Ананта Шрірам           | Віджай Пракаш                                    | 4:06                    |
| 5.                      | «Lava Lava»              | Чайтанья Прасад         | Анудж Гурвара, Шівані                            | 3:54                    |
| 6.                      | «Eega Eega Eega» (Remix) | Рамаджогайя Шастрі      | Діпу, Рахул Сіплігунж, Сравана Бхаргаві, Чаїтра  | 4:20                    |
| 21:49                   |                          |                         |                                                  |                         |

| Версія тамільскою (Naan Ee) | Версія тамільскою (Naan Ee) | Версія тамільскою (Naan Ee)                              | Версія тамільскою (Naan Ee) |
| #                           | Назва                       | Виконавці                                                | Тривалість                  |
| --------------------------- | --------------------------- | -------------------------------------------------------- | --------------------------- |
| 1.                          | «Veesum Velichathile»       | Г. Сахити, Картик                                        | 3:08                        |
| 2.                          | «Eedaa Eedaa»               | Ранджит                                                  | 4:47                        |
| 3.                          | «Konjam Konjam»             | Віджай Пракаш                                            | 4:07                        |
| 4.                          | «Lava Lava»                 | Ачу, Шівані                                              | 3:54                        |
| 5.                          | «Eedaa Eedaa» (Remix)       | Ранджіт, Діпу, Рахул Сіплігунж, Сравана Бхаргаві, Чаітра | 4:19                        |
| 20:15                       |                             |                                                          |                             |

| Версія на гінді (Makkhi) | Версія на гінді (Makkhi)     | Версія на гінді (Makkhi) | Версія на гінді (Makkhi) | Версія на гінді (Makkhi) |
| #                        | Назва                        | Автор слів               | Виконавці                | Тривалість               |
| ------------------------ | ---------------------------- | ------------------------ | ------------------------ | ------------------------ |
| 1.                       | «Are Are Are»                | Нілеш Мішра              | K.K.                     | 4:11                     |
| 2.                       | «Naam Apun Ka Jani»          | Нілеш Мішра              | Діпу, Рахул Сіплігунж    | 4:06                     |
| 3.                       | «Thoda Hans Ke»              | Анудж Гурвара            | Анудж Гурвара            | 4:45                     |
| 4.                       | «Lava Lava»                  | Нілеш Мішра              | Анудж Гурвара            | 3:53                     |
| 5.                       | «Sapnon Ki Ek»               | Анудж Гурвара            | Кала Бхаїрава            | 2:49                     |
| 6.                       | «Naam Apun Ka Jaani» (Remix) | Нілеш Мішра              | Діпу, Рахул Сіплігунж    | 4:20                     |
| 24:04                    |                              |                          |                          |                          |

## Критика

### Версія на телугу
Картік Пасупулате з The Times of India написав, що Раджамаулі «встановив нову позначку якості в кінематографі телугу. Деякі дуже оригінальні і захопливі епізоди підкорять вас. Створена комп'ютером магія неперервна і підіймає планку на декілька міток вище „Великого воїна“. Але найбільш вражаючим є сюжет».
Радхіка Раджамані з Rediff.com додала, що режисер «створив не тільки видатний твір кінематографа, але щось цікаве і тримає аудиторію прикутою до екрану. Технічний блиск фільму говорить про обсяг важкої роботи, виконаної під час його створення. „Муха“ показала, що фільм може працювати без допомоги суперзірок, спираючись на гарний зміст і картинку».
Махешвара Редді з DNA India уклав, що Раджамаули заслуговує похвали; «він досяг успіху у використанні технології найкращим чином». В. С. Раджапур з Hindustan Times додав, що він «створив новий стандарт для індійської кіноіндустрії».
Критик Раджив Масанд зазначив, що «деякі фільми є такими ж дико оригінальними і такими ж послідовно цікавими».
У відгуку на Idlebrain.com фільм був названий кращим в кар'єрі Раджамаулі.

### Версія тамільською мовою
У відгуку Indiaglitz глядачам радили: «Забудьте про логіку, насолодіться величчю і пориньте у фантазії. І „Муха“ змусить вас літати від радості».
Малаті Рангараджан з The Hindu зауважила, що «спосіб Раджамаулі розповідати історію є його силою. І коли оповідання ефектне, решта стає доречним».
М. Сугант з The Times of India написав, що «цей фільм — технічний тріумф, особливо візуальні ефекти Makuta VFX». 
Відгук з Behindwoods назвав фільм «гарною упаковкою з ідеальним поєднанням фантастики, трилери, комедії і романтики».

## Нагороди
Стрічку «Муха» показали на кінофестивалях у Каннах (секція Marché du Film), Шанхаї, Пусані та Мадриді. Він також був єдиним на телугу серед 17 індійських фільмів, з яких вибирався претендент кінопремію «Оскар» за найкращий фільм іноземною мовою у 2013 році. Остаточний вибір у підсумку впав на інший фільм — гіндімовний «Барфі!», який, однак, не увійшов до шорт-листа номінації.
| Нагороди та номінації | Нагороди та номінації            | Нагороди та номінації                  | Нагороди та номінації     | Нагороди та номінації | Нагороди та номінації |
| Дата                  | Нагорода                         | Категорія                              | Номінант                  | Результат             | Посилання             |
| --------------------- | -------------------------------- | -------------------------------------- | ------------------------- | --------------------- | --------------------- |
| 5 квітня 2013         | B. Nagi Reddy Award              | Best Complete Entertainmenter          |                           | Перемога              | [ 37 ]                |
| 3 травня 2013         | Національна кінопремія           | Найкращий фільм на телугу              |                           | Перемога              | [ 38 ]                |
| 3 травня 2013         | Національна кінопремія           | Найкращі спецефекти                    | Makuta VFX                | Перемога              | [ 38 ]                |
| 20 липня 2013         | Filmfare Awards South (Телугу)   | Найкращий фільм                        |                           | Перемога              | [ 39 ]                |
| 20 липня 2013         | Filmfare Awards South (Телугу)   | Найкраща режисура                      | С. Раджамаулі             | Перемога              | [ 39 ]                |
| 20 липня 2013         | Filmfare Awards South (Телугу)   | Найкраща жіноча роль                   | Саманта Аккінені          | Перемога              | [ 39 ]                |
| 20 липня 2013         | Filmfare Awards South (Телугу)   | Найкраща чоловіча роль другого плану   | Судіп                     | Перемога              | [ 39 ]                |
| 20 липня 2013         | Filmfare Awards South (Телугу)   | Найкращі спецефекти                    | Makuta VFX                | Перемога              | [ 39 ]                |
| 15 червня 2013        | CineMAA Awards                   | Family Entertainer of the Year         |                           | Перемога              | [ 40 ]                |
| 15 червня 2013        | CineMAA Awards                   | Найкраща жіноча роль                   | Саманта Аккінені          | Перемога              | [ 40 ]                |
| 15 червня 2013        | CineMAA Awards                   | Найкраща негативна роль                | Судіп                     | Перемога              | [ 40 ]                |
| 15 червня 2013        | CineMAA Awards                   | Найкращі візуальні ефекти              | Makuta VFX                | Перемога              | [ 40 ]                |
| 31 серпня 2013        | Santosham Film Awards            | Найкраща жіноча роль                   | Саманта Аккінені          | Перемога              | [ 41 ]                |
| 13 вересня 2013       | SIIMA Awards (Телугу)            | Найкращий фільм                        |                           | Перемога              | [ 42 ]                |
| 13 вересня 2013       | SIIMA Awards (Телугу)            | Найкраща негативна роль                | Судіп                     | Перемога              | [ 42 ]                |
| 13 вересня 2013       | SIIMA Awards (Телугу)            | Найкраща операторська робота           | К. Сентил Кумар           | Перемога              | [ 42 ]                |
| 25 жовтня 2013        | Toronto After Dark Film Festival | Найкращий гостросюжетний фільм         |                           | Перемога              | [ 43 ] [ 44 ]         |
| 25 жовтня 2013        | Toronto After Dark Film Festival | Найкраща комедія                       |                           | Перемога              | [ 43 ] [ 44 ]         |
| 25 жовтня 2013        | Toronto After Dark Film Festival | Найкращий оригінальний фільм           |                           | Перемога              | [ 43 ] [ 44 ]         |
| 25 жовтня 2013        | Toronto After Dark Film Festival | Найкращі спецефекти                    |                           | Перемога              | [ 43 ] [ 44 ]         |
| 25 жовтня 2013        | Toronto After Dark Film Festival | Найкращий бій                          | Муха/Нані проти Судіпа    | Перемога              | [ 43 ] [ 44 ]         |
| 25 жовтня 2013        | Toronto After Dark Film Festival | Найкращий фільм, щоб дивитися натовпом |                           | Перемога              | [ 43 ] [ 44 ]         |
| 25 жовтня 2013        | Toronto After Dark Film Festival | Найкращий монтаж                       |                           | Перемога              | [ 43 ] [ 44 ]         |
| 25 жовтня 2013        | Toronto After Dark Film Festival | Найкращий лихолдій                     | Судіп                     | Перемога              | [ 43 ] [ 44 ]         |
| 25 жовтня 2013        | Toronto After Dark Film Festival | Найкращий герой                        | Муха / Нані               | Перемога              | [ 43 ] [ 44 ]         |
| 2 марта 2017          | Nandi Awards                     | Найкращий фільм                        |                           | Перемога              | [ 45 ] [ 46 ]         |
| 2 марта 2017          | Nandi Awards                     | Найкраща режисура                      | С. Раджамаулі             | Перемога              | [ 45 ] [ 46 ]         |
| 2 марта 2017          | Nandi Awards                     | Найкращий негативна роль               | Судіп                     | Перемога              | [ 45 ] [ 46 ]         |
| 2 марта 2017          | Nandi Awards                     | Найкращий сценарій                     | С. Раджамаулі             | Перемога              | [ 45 ] [ 46 ]         |
| 2 марта 2017          | Nandi Awards                     | Найкраща операторська робота           | К. Сентил Кумар           | Перемога              | [ 45 ] [ 46 ]         |
| 2 марта 2017          | Nandi Awards                     | Найкраща музика                        | М. Кіравані               | Перемога              | [ 45 ] [ 46 ]         |
| 2 марта 2017          | Nandi Awards                     | Найкращий монтаж                       | Котагірі Венкатешвара Рао | Перемога              | [ 45 ] [ 46 ]         |
| 2 марта 2017          | Nandi Awards                     | Найкращий работа звукорежисера         |                           | Перемога              | [ 45 ] [ 46 ]         |
| 2 марта 2017          | Nandi Awards                     | Найкращі спецефекти                    |                           | Перемога              | [ 45 ] [ 46 ]         |